# خارستان (بهمئي غرمسيري الجنوبي)
خارستان (بالفارسية: خارستان) هي قرية تقع في إيران في قسم بهمئي غرمسیري الجنوبي الريفي. يقدر عدد سكانها بـ 226 نسمة .